# Hiroshi Suzuki
Hiroshi Suzuki (jap. 鈴木 弘 Suzuki Hiroshi; ur. 18 września 1933) – japoński pływak. Dwukrotny srebrny medalista olimpijski z Helsinek.
Specjalizował się w stylu dowolnym. Zawody w 1952 były jego pierwszymi igrzyskami olimpijskimi. Medal indywidualnie zdobył na dystansie 100 metrów kraulem, wyprzedził go jedynie Amerykanin Clarke Scholes. Drugi był również w sztafecie 4 × 200 metrów stylem dowolnym. W 1954 zdobył dwa złote medale igrzysk azjatyckich, wygrywając na dystansie 100 metrów kraulem oraz w sztafecie 4 × 200 metrów kraulem. Brał udział w igrzyskach olimpijskich w 1956.